# Keely Smith
Keely Smith, właśc. Dorothy Jacqueline Keely (ur. 9 marca 1928 w Norfolk, zm. 16 grudnia 2017 w Palm Springs) – amerykańska piosenkarka jazzowa i popowa, aktorka.
Szczyt jej kariery przypadł na lata 50. i 60. XX wieku. Współpracowała m.in. z Louisem Primą, u boku którego zadebiutowała w 1949 roku jako profesjonalistka (została jego żoną w 1953 roku), a także z Frankiem Sinatrą. Będący jej solowym debiutem album I Wish You Love z 1957 roku otrzymał nominację do nagrody Grammy i został sprzedany w liczbie ponad miliona egzemplarzy.